# Classic 1982
Das Lada Classic 1982 war ein professionelles Einladungsturnier im Rahmen der Snooker-Saison 1981/82. Es wurde als erstes Turnier des Jahres 1982 in der Queen Elizabeth Hall im englischen Oldham ausgetragen. Im Finale besiegte der Waliser Terry Griffiths den amtierenden Weltmeister und Titelverteidiger Steve Davis aus England mit 9:8. Davis spielte am 11. Januar im fünften Frame seiner Viertelfinalpartie gegen John Spencer das erste offizielle Maximum Break in einem Profiturnier, was zusätzlich im Fernsehen übertragen wurde.

## Preisgeld
Im Vergleich zum vorherigen Turnier stieg das Preisgeld um 2.000 ₤ auf 15.000 ₤. Steve Davis bekam für sein Maximum Break einen Lada.
|               | Preisgeld |
| ------------- | --------- |
| Sieger        | 5.000 ₤   |
| Finale        | 3.000 ₤   |
| Halbfinale    | 1.500 ₤   |
| Viertelfinale | 1.000 ₤   |
| Maximum Break | AwtoWAS   |
| Insgesamt     | 15.000 £  |

## Turnierverlauf
Zum Turnier wurden acht Spieler eingeladen, welche dieselben wie 1980 waren. Sechs der acht Spieler hatten in ihrer bisherigen Karriere mindestens ein Mal die Snookerweltmeisterschaft gewonnen, Steve Davis war der amtierende Weltmeister.
| Viertelfinale Best of 9 Frames | Viertelfinale Best of 9 Frames | Viertelfinale Best of 9 Frames |   |                 | Halbfinale Best of 9 Frames | Halbfinale Best of 9 Frames | Halbfinale Best of 9 Frames |  |  | Finale Best of 17 Frames | Finale Best of 17 Frames | Finale Best of 17 Frames |
|                                |                                |                                |   |                 |                             |                             |                             |  |  |                          |                          |                          |
| 2                              | Steve Davis                    | 5                              |   |                 |                             |                             |                             |  |  |                          |                          |                          |
| 14                             | John Spencer                   | 2                              |   |                 |                             |                             |                             |  |  |                          |                          |                          |
|                                |                                |                                | 2 | Steve Davis     | 5                           |                             |                             |  |  |                          |                          |                          |
|                                |                                |                                |   | 4               | Ray Reardon                 | 4                           |                             |  |  |                          |                          |                          |
| 4                              | Ray Reardon                    | 5                              |   |                 |                             |                             |                             |  |  |                          |                          |                          |
| 7                              | David Taylor                   | 1                              |   |                 |                             |                             |                             |  |  |                          |                          |                          |
|                                |                                |                                | 2 | Steve Davis     | 8                           |                             |                             |  |  |                          |                          |                          |
|                                |                                |                                |   | 3               | Terry Griffiths             | 9                           |                             |  |  |                          |                          |                          |
| 1                              | Cliff Thorburn                 | 1                              |   |                 |                             |                             |                             |  |  |                          |                          |                          |
| 3                              | Terry Griffiths                | 5                              |   |                 |                             |                             |                             |  |  |                          |                          |                          |
|                                |                                |                                | 3 | Terry Griffiths | 5                           |                             |                             |  |  |                          |                          |                          |
|                                |                                |                                |   | 10              | Alex Higgins                | 1                           |                             |  |  |                          |                          |                          |
| 5                              | Dennis Taylor                  | 1                              |   |                 |                             |                             |                             |  |  |                          |                          |                          |
| 10                             | Alex Higgins                   | 5                              |   |                 |                             |                             |                             |  |  |                          |                          |                          |
|                                |                                |                                |   |                 |                             |                             |                             |  |  |                          |                          |                          |

### Finale
Steve Davis startete mit einem 96er-Break ins Finale, doch Terry Griffiths glich dank einem 55er-Break aus. Nachdem Griffiths mit 2:1 in Führung gegangen war, konnte Davis das Spiel zum 2:3 drehen. Doch Griffiths – Weltmeister von 1979 – gelang es, erst auszugleichen und anschließend mit 8:3 in Führung zu gehen. Doch Davis gab sich nicht geschlagen und konnte – unter anderem auch mit einem 101er-Break – ausgleichen. Der Decider ging mit 70:58 knapp an Terry Griffiths.
| Finale: Best of 17 Frames Queen Elizabeth Hall, Oldham, England, 13. Januar 1982                                                                               |                |             |
| Terry Griffiths | 9:8            | Steve Davis |
| 14:101 (96); 84:24 (84); 69:43; 11:79 (57); 14:71; 62:31; 86:39 (52); 73:31; 86:7 (86); 57:47; 82:30; 38:80 (52); 4:101 (101); 37:71; 49:63; 0:132 (50); 70:58 |                |             |
| 86 | Höchstes Break | 101         |
| – | Century-Breaks | 1           |
| 3 | 50+-Breaks     | 5           |

## Century Breaks
Im Laufe des Turnieres erzielte Steve Davis drei Century Breaks – also Breaks mit über 100 Punkten – im Wert von 147, 105 und 101. Weitere Centurys wurden nicht erzielt.